# Saint-Paul-en-Forêt
Saint-Paul-en-Forêt é uma comuna francesa na região administrativa da Provença-Alpes-Costa Azul, no departamento de Var. Estende-se por uma área de 20,26 km². Em 2010 a comuna tinha 1 784 habitantes (densidade: 88,1 hab./km²).